# آنا لي ميريت
آنا لي ميريت (بالإنجليزية: Anna Lea Merritt)‏ هي فنانة ورسامة أمريكية، ولدت في 13 سبتمبر 1844 في فيلادلفيا في الولايات المتحدة، وتوفيت في 7 أبريل 1930 في هورستبورن تارانت في المملكة المتحدة.

## وصلات خارجية
- آنا لي ميريت على موقع الموسوعة البريطانية (الإنجليزية)